# Нантон (Алберта)
Нантон (енгл. Nanton) је варош у јужном делу канадске провинције Алберта и део је статистичке регије Јужна Алберта. Налази се јужно од града Калгарија, на раскрсници локалних друмова 2 и 533. 
Према резултатима пописа становништва из 2011. у варошици је живело 2.132 становника у 957 домаћинстава, 
што је за 3,7% више у односу на попис из 2006. када је регистровано 2.055 житеља.
Две најважније знаменитости вароши су музеј авијације и два реновирана стара силоса за жито. 

## Становништво
| 2006. | 2011. |
| ----- | ----- |
| 2.055 | 2.132 |